# Ouled Abdoun-bekken

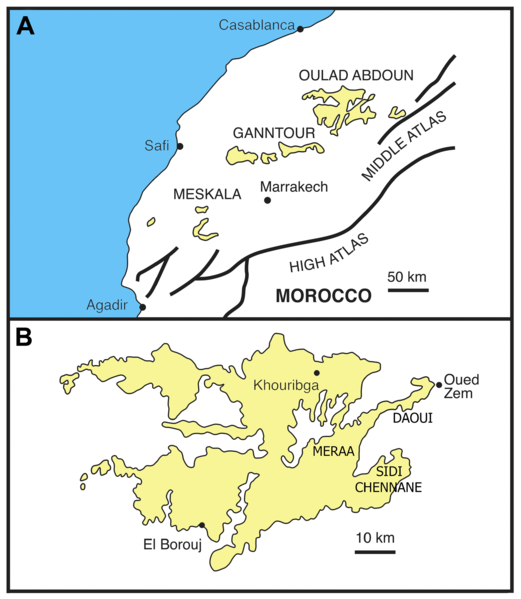
Locatie van fosfaatbekkens in Marokko

Het Ouled Abdoun-bekken is een bekken in Marokko. In het gebied wordt tegenwoordig fosfaat gewonnen en er zijn diverse fossielen gevonden uit het eerste deel van het Cenozoïcum.

## Fossiele vondsten
Er zijn uit Afrika nauwelijks fossielen bekend uit het Paleoceen en Vroeg-Eoceen. Het Ouled Abdoun-bekken vormt hierop een uitzondering met vondsten uit het Laat-Paleoceen (Selandien en Thanetien) en het Vroeg-Eoceen (Ypresien), ongeveer 61,6 tot 47,8 miljoen jaar geleden. Het gebied was destijds een gebied van mangrovebossen en kustmoerassen langs de Tethysoceaan. 
De paleofauna van het Ouled Abdoun-bekken bestaat uit onder meer de oudst bekende slurfdieren, klipdassen en hyaenodonten. De vondsten in het Ouled Abdoun-bekken spelen een belangrijke rol in de inzichten in de evolutie van de slurfdieren en hyaenodonten. Eritherium is het oudst bekende, kleinste en primitiefste slurfdier, terwijl in het Eoceen ook Daouitherium en Phosphatherium in het gebied leefden. Vondsten van Lahimia uit het Laat-Paleoceen en de iets jongere Tinerhodon wijzen er op dat de oorsprong van de hyaenodonten in Afrika lijkt te liggen. Stylolophus is de oudst bekende vertegenwoordiger van de Embrithopoda. Daarnaast zijn ook Abdounodus, Hadrogeneios en Ocepeia, tussenvormen in de evolutie van de Afrotheria, bekend uit het gebied. De fauna van bestond verder uit onder meer watervogels waaronder eendachtigen uit de Presbyornithidae, stormvogelachtigen en pelikaanachtigen, krokodillen zoals Argochampsa, zeeschildpadden, zeeslangen, haaien en beenvissen. Tevens zijn niet nader te classificeren fossielen van arctocyoniden en viverraviden gevonden. 